# 식량 안전 보장

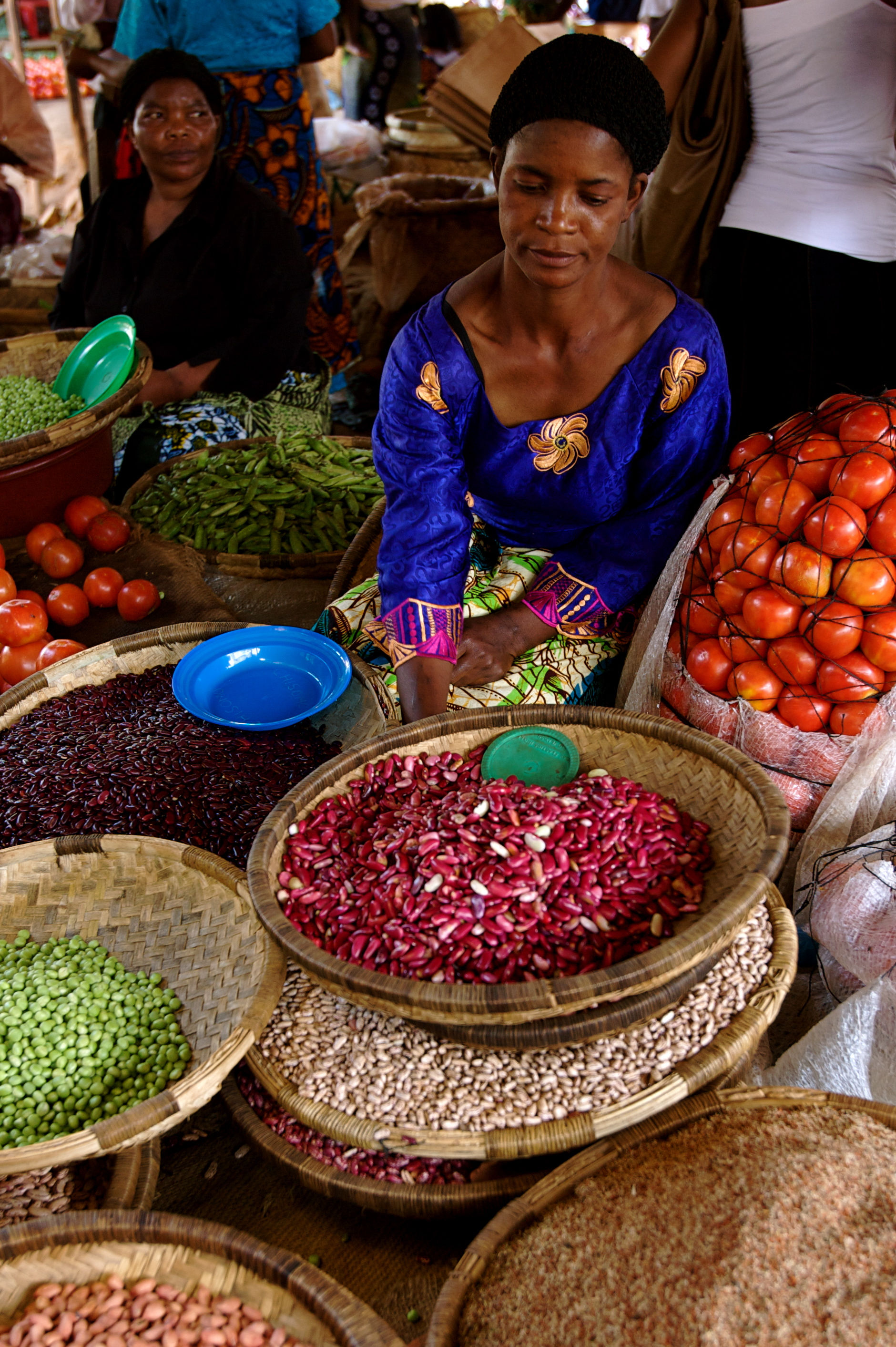
한 여성이 말라위 릴롱궤에서 농산물을 판매하고 있다.

식량 안전 보장(食糧安全保障, food security) 또는 식량 안보(食糧安保)는 음식, 그리고 개인이 해당 음식을 접근할 수 있는 능력을 측정하는 것이다. 유엔세계식량 안전 보장위원회에 따르면 식량 안전 보장은 모든 사람이 항시 충분하고 안전하고 영양분 있는 음식에 대한 물리적, 사회적, 경제적 접근을 가짐으로써 활동적이고 건강한 삶을 위한 음식 선호 및 식이 요건을 충족하는 것을 의미한다. 계층, 성별, 지역과 무관한 음식의 이용 가능도는 별개의 것이다.

## 같이 보기
- 농업경제학
- 2007-2008년 세계 식료품 가격 위기